# Фурсенко Микита Олександрович
Микита Олександрович Фурсенко (нар. 1 жовтня 2002) — український футболіст, захисник юніорського складу «Маріуполя».

## Життєпис
Вихованець «Маріуполя», за юнацькі команди якого виступав до серпня 2020 року. Починаючи з сезону 2019/20 років виступав за юніорський (U-19) склад «приазовців». Сезон 2020/21 років також розпочав в юніорській команді. За «молодіжку» маріупольського клубу дебютував 24 жовтня 2020 року в переможному (2:0) виїзному поєдинку 7-го туру молодіжного чемпіонату України проти петрівського «Інгульця». Микита вийшов на поле на 84-й хвилині, замінивши Івана Кокоша. Напередодні матчу проти «Шахтаря», через величезну кількість орендованих у «гірників» футболістів, переведений до головної команди. У футболці «Маріуполя» дебютував 30 жовтня 2020 року в програному (1:4) виїзного поєдинку 8-го туру Прем'єр-ліги проти донецького «Шахтаря». Фурсенко вийшов на поле на 74-й хвилині, замінивши Родіона Плаксу.